# Национален музей в Лвов
Национален музей в Лвов (на украински: Національний музей у Львові) (официално Национален музей „Андрей Шептицки“ в Лвов. Научно-художествена фондация на митрополит Андрей Шептицки)  е национален художествен музей, една от най-значимите съкровищници на паметници на националната култура и изкуство на Украйна. Музеят се намира в гр. Лвов.
Музеят е основан през 1905 г. от гръкокатолическия митрополит Андрей Шептицки като частна фондация, а през 1913 г. с тържествен акт е подарен на украинския народ.

## История
Музеят е основан през февруари 1905 г. от гръко-католическия митрополит Андрей Шептицки като частна фондация, наречена „Църковен музей“ с основна цел развитие на украинската култура. Работата по организацията на музея и събирането на колекциите се ръководи от Иларион Свенцицки, по-късно известен историк, славист и изкуствовед – дългогодишен директор на музея (1905 – 1952 година). За основа на музейния фонд служи личната колекция на Шетицки, който дарява около 10 000 предмета. В първите години от съществуването на музея, Шептицки го поддържа с лични средства. За да изложат колекцията, през 1911 г. основателите на музея закупуват сградата на дворец „Дуниковски“, построен през 1898 година.
През декември 1909 г. музеят е преименуван на „Народен музей на митрополит Андрей, граф на Шептихи Шептицки“, на 11 юли 1911 г. – в „Народен музей. Юбилейна научна фондация на галисийския митрополит Андрей Шептицки”. На 13 декември 1913 г. с тържествен акт музеят е подарен на украинския народ. Същия ден експозициите бяха отворени за посетители.
През 30-те години на миналия век фонда на музея съдържа над 80 000 експоната. След края на Втората световна война фондът е допълнен с колекции от музеи, затворени от съветските власти, по-специално музеите на Ставропигийския институт, Лвовската митрополия на Украинската гръкокатолическа църква, Дружество „Просвета“, Научно дружество „Шевченко“, градския Народен дом, Богословското научно дружество и библиотеката на Василианския орден. По-късно музеят е преименуван на „Държавен музей на украинското изкуство“, впоследствие – „Лвовски музей на украинското изкуство“.
От 1991 г. музеят официално се нарича „Национален музей в Лвов. Научно-художествена фондация на митрополит Андрей Шептицки”. Музеят получава сегашната си главна сграда, построена за Индустриалния музей в началото на XX век, в която се е помещавал Музеят на Ленин по съветско време. През 2005 г. музеят получава настоящото си име.

## Колекция
Понастоящем музейният фонд включва над 100 000 предмета, представящи вековните традиции в развитието на украинското изкуство и национална култура.
Най-голямата и най-пълна колекция от средновековно украинско сакрално изкуство от XII – XVIII в. в Украйна е с особено значимост. Това са икони, скулптура, ръкописи и старопечатни книги, декоративни резби, метални изделия и бродирани църковни тъкани. В експозицията на музея най-широко представена е колекцията от икони от XIV –XVIII в., предимно от регионите на Западна Украйна. Иларион Свенцицки идва в бойковското село Мшанец, за да занесе лично в музея стари икони от местната църква от XVI век „Рождество на Пресвета Богородица“.
Украинският ренесанс и барок са представени с творбите на Иван Руткович (Жовкивски иконостас от XVII в.) и Йов Кондзелевич (Богородчански иконостас, 1698-1705 година).
Ценни паметници на писмената култура са събрани в колекцията от ръкописи и старопечатни книги, чието формиране започва със самото създаване на музея. Основата на колекцията е положена от образци, дарени от митрополит Шептицки, а допълването и изучаването на колекцията е продължено от проф. Свенцицки. Колекцията и даровете на културни дейци и просветители, духовници, както и експонати от колекциите на Ставропигийския институт, Лвовската гръкокатолическа митрополия, Дружество „Просвета“, Научно дружество „Шевченко“, градския Народен дом, Богословското научно дружество и библиотеката на Василианския орден, прехвърлени след 1939 г., допълнително обогатяват колекцията. С особена важност е уникалното Бучашко евангелие.
Колекциите на музея съдържат шедьоври на художници от европейско значение като Йохан Георг Пинзел, Мацьей Полейовски, Михайло Филевич и други. Селекцията от украински народни и професионални гравюри от XVII – XVIII век (около 1 000 запазени експоната) е с особено висока стойност.
Развитието на украинското изкуство в периода XIX в. – началото на XX в. е представено от колекция от живопис на художници от Поднепровска и Западна Украйна.
Гордостта на музейната колекция са редица оригинални произведения на Тарас Шевченко.
Колекцията с произведения на изкуството от XIX в. – началото на XX в. включва художествени произведения на класиците на украинското изкуство като Корнило Устиянович, Теофил Копистински, Серхий Василкивски, Фотий Красицки, Антин Манастирски, Иван Труш, Олена Кулчицка, както и творбите на художници, за чиито имена е имало целенасочени опити да бъдат изтрити от украинската народна памет, като Михайло Бойчук, Модест Сосенко, Лев Гец, Петро Холодний.
Специално внимание заслужава колекцията от произведения на народното творчество, формирана още в първите години от съществуването на музея. Днес тя наброява над 20 хиляди експоната и представя всички типологични разновидности и жанрове на украинското народно творчество, обхващащи периода XVII – XX век. Колекцията включва изделия от керамика, кост, метал, плат, бродерия, дърворезба, народни носии, писани яйца, витинанки, рисуване върху стъкло.

### Експозиции
Най-добрите произведения от музейните колекции са представени в следните постоянни експозиции:
- „Старинно украинско изкуство“,
- „Изкуството на XIX в. и началото на XX век“,
- „Украинско изкуство на XX век“,
- „Народно изкуство“.

Музеят е домакин и на временни изложби.

### Филиални музеи
Към Националният музей на Лвов се числят няколко музея филиали, експозициите на които са представени в домовете и творческите работилници на съответните художници:
- Мемориален художествен музей „Олекса Новакивски“,
- Мемориален художествен музей „Олена Кулчицка“,
- Мемориален художествен музей „Иван Труш“,
- Мемориален художествен музей „Леополд Левицки“,
- Художествен музей „Лес Курбас“ (в Самбир).

### Дарение от Халина Хорюн-Левицка
Халина Хорюн-Левицка е канадска гражданка от украински произход. Тя се мести в Украйна през февруари 2009 г., притеснена за съдбата на нейната художествена колекция след смъртта ѝ. Самата колекция включва произведения на художници от украински произход, емигрирали в чужбина. Художниците са работили в Европа, Австралия, Северна и Южна Америка.
Броят на произведенията на изкуството в колекцията на Хорюн-Левицка е общо 119. Почти всички са творби, рисувани през XX век. Най-старата картина е  „Алуща, Крим“, 1924 г. (художник Васил Кричевски). Колекцията съдържа разнообразие от художествени направления и жанрове. Сред имената на художниците са: Якив Гниздовски, Олекса Гришченко, Любослав Гуцалюк, Мирон Левицки, Халина Мазепа, Микола Недилко, Васил Хмелюк. Творбите са дарени на Националния музей в Лвов.

## Сграда на музея
Основната сграда се намира на булевард „Свобода“ 20. Построена е на границата между XIX – XX в. с финансиране от Галицийската спестовна каса, като е предназначена за Музея на художествените занаяти, който по това време не разполага със собствени помещения. През 1888 г. Галицийската спестовна банка отпуска 400 000 крони, а на следващата година се провежда конкурс за проекти, в който печели работата на професора от Лвовското висше политехническо училище, скулптора Леонард Маркони. През 1890 г. се провежда втори тур, където победител става архитектът Густав Бизанц, професор в Политехническото училище. Второ място заема проектът на краковския архитект Ян Завиейски, а трето – проект на Леонард Маркони. Инвеститиционната компания обаче отказва да осъществи проекта Бизанц и дизайнът е поверен на един от членовете на журито, Йозеф Каетан Яновски, който в съавторство с Маркони разработва нов проект, реализиран през 1898 –1904 г. от строителната фирма на Едмунд Жиховиц. Декоративната орнаментура е изработена от Антоний Попел и Михайло Паращук. Между колоните на портиците са добавени алегорични скулптури на Петро Вийтович, унищожени през 1952 г. по време на адаптирането на сградата като музей на Ленин. По същото време в интериора на музея е унищожена известната скулптура „Грънчар“ на Хрихорий Кузневич.
Музеят, построен в началото на XIX и XX в., е последната значима сграда от периода на историзма в архитектурата на Лвов. Неоренесансът доминира в еклектичната палитра от строителни стилове. Сградата отразява съвременните тенденции в музейното строителство: изложбени зали, библиотеки и заседателни зали са групирани около едно вътрешно пространство с осветление отвисоко. Сградата е двуетажна с висок цокъл и  големи сутерен. Композиционното решение на фасадите е повлияно от архитектурата на Музея на историята на изкуството във Виена.

## Галерия
- „Мак“, Олександър Мурашко (1898 г.)
- „Архангел Михаил“ от Жовкивския иконостас, Иван Руткович
- „Преображение Господне“ от Жовкивския иконостас, Иван Руткович
- „Св. Георги Победоносец“, икона от църквата „Св. св. Йоаким и Анна“

## Връзки
- Facebook страница
- Львів непопсовий. Національний музей
- Національний музей у Львові
- Дарунок Галини Горюн-Левицької з Торонто, Канада
- Національний музей у Львові імені Андрея Шептицького. Генеральний директор Кожан Ігор Володимирович.
- Ірина Гах. Великий дар Митрополита (I)
- Ірина Гах. Великий дар Митрополита (II)
- Ірина Гах. Великий дар Митрополита (III)
- Ірина Гах. Великий дар Митрополита (IV)
- Ірина Гах. Великий дар Митрополита (V)
- Ірина Гах. Будинок на проспекті Свободи митрополит не дарував
- Ірина Гах. Стрілецькі виставки
- Ірина Гах. Національний Музей у Львові: часи воєнні
- Ірина Гах. Національний Музей у Львові: часи радянські
- Ірина Гах. Національний музей у Львові: Незважаючи на…
- Ірина Гах. Національний музей у Львові: В умовах соцреалізму
- Ірина Гах. Національний музей у Львові: хрущовські 1960-ті
- Ірина Гах. Національний музей у Львові: брежнєвські ‘70-ті
- Ірина Гах. Національний музей у Львові: ‘80-ті
- Ірина Гах. Національний музей у Львові — надбання та втрати…
- Ірина Гах. Національний музей у Львові: фатальний 1952-й …
- Ірина Гах. Національний музей у Львові: резонансний ‘84-й

|  | Тази страница частично или изцяло представлява превод на страницата „Національний музей у Львові“ в Уикипедия на украински. Оригиналният текст, както и този превод, са защитени от Лиценза „Криейтив Комънс – Признание – Споделяне на споделеното“, а за съдържание, създадено преди юни 2009 година – от Лиценза за свободна документация на ГНУ. Прегледайте историята на редакциите на оригиналната страница, както и на преводната страница, за да видите списъка на съавторите. ВАЖНО: Този шаблон се отнася единствено до авторските права върху съдържанието на статията. Добавянето му не отменя изискването да се посочват конкретни източници на твърденията, които да бъдат благонадеждни. |